# Pădureni (okręg Covasna)
Pădureni (węg. Sepsibesenyő) – wieś w Rumunii, w okręgu Covasna, w gminie Moacșa. W 2011 roku liczyła 316 mieszkańców.